# Wolfgang Wolf
Wolfgang Wolf (* 24. September 1957 in Tiefenthal) ist ein ehemaliger deutscher Fußballspieler und heutiger -trainer sowie -funktionär. Derzeit ist er Sportdirektor beim 1. FC Lokomotive Leipzig, den er auch als interimistischer Cheftrainer betreute.

## Karriere als Spieler
Seine erste Station als Spieler war der pfälzische VfR Hettenleidelheim bis 1976. Danach wechselte er, gemeinsam mit seinem Bruder Arno, zum 1. FC Kaiserslautern (1976–88). Zunächst bei den Amateuren aktiv, absolvierte er in der Saison 1978/79 seine ersten Spiele für die erste Mannschaft in der Bundesliga und erhielt 1979 einen Lizenzspielervertrag. 1981 stand er im Endspiel um den DFB-Pokal gegen Eintracht Frankfurt, das mit 1:3 verloren wurde.
Nach 10 Jahren und insgesamt 248 Spielen für Kaiserslautern wechselte Wolf 1988 zu den Stuttgarter Kickers, die in der 1. bzw. 2. Liga (1988–92) spielten. Der Abwehrspieler ließ seine Karriere schließlich beim VfR Mannheim ausklingen (1992–94).

### Größte Erfolge als Spieler
- 1979–1982 Qualifikation für den UEFA-Cup mit dem 1. FC Kaiserslautern
- 1981 DFB-Pokal-Finalist mit dem 1. FC Kaiserslautern
- 1988 und 1991 Bundesliga-Aufstieg mit Stuttgarter Kickers
- insgesamt 308 Bundesliga-Spiele, 16 Tore

## Karriere als Trainer
Wolf begann 1994 seine Laufbahn als Trainer bei den Stuttgarter Kickers in der Regionalliga Süd. In der Saison 1995/96 gelang ihm der Aufstieg in die 2. Fußball-Bundesliga.

### Trainer in der 1. Bundesliga
Im März 1998 wurde er Trainer des VfL Wolfsburg in der Fußball-Bundesliga, der sich tief im Abstiegskampf befand. Wolf gelang es, die Klasse zu halten. In der Saison 1999/2000 spielte die Mannschaft im UEFA-Pokal, wo man in der 3. Runde ausschied. Im März 2003 gab Wolf trotz laufenden Vertrages sein Engagement bei den Niedersachsen auf. Sein Nachfolger wurde Jürgen Röber.
Im April 2003 wechselte Wolf zum Bundesligisten 1. FC Nürnberg, wo er den Club – wie schon bei seinem Einstieg in Wolfsburg – im Tabellenkeller übernahm, diesmal als Nachfolger von Klaus Augenthaler. Er konnte jedoch den Abstieg in die 2. Liga nicht mehr verhindern. Nach einer Saison in der 2. Liga gelang Wolf mit der Mannschaft 2004 der sofortige Wiederaufstieg in die 1. Bundesliga. Als im Oktober 2005 der Club auf dem letzten Tabellenplatz lag, wurde Wolf durch Hans Meyer ersetzt.
Nur einen Monat später, im November 2005, wechselte Wolf als Nachfolger des entlassenen Michael Henke zum 1. FC Kaiserslautern. Henke, der langjährige Assistent von Ottmar Hitzfeld, hatte den FCK erst im Sommer in der 1. Liga übernommen. Auch dieser Verein befand sich, wie schon Wolfs zuvorige Arbeitgeber, auf den unteren Tabellenplätzen. Wolf gelang es jedoch nicht, die Mannschaft vor dem Abstieg in die 2. Liga zu retten. In der Saison 2006/07 wurde Wolf noch in der laufenden Zweitligasaison entlassen.

### Stationen in der dritten und zweiten Bundesliga
Nachdem Wolf im Sommer 2009 nur zwei Monate lang Skoda Xanthi in Griechenland trainierte, unterschrieb er im Februar 2010 bei den Kickers Offenbach, die zu diesem Zeitpunkt in der 3. Fußball-Liga spielten und Ambitionen auf den Aufstieg in die 2. Liga hegten. Am 26. Februar 2011 wurde Wolfgang Wolf nach einem 1:1 gegen den VfR Aalen als Cheftrainer von Kickers Offenbach entlassen. Offenbach lag zu diesem Zeitpunkt zwar noch auf dem Relegationsplatz zur 2. Liga, lag aber 13 Punkte hinter Platz zwei und nur einen Punkt vor dem vierten Platz. Für die eigenen Ansprüche war das zu wenig.
Am 7. Dezember 2011 trat Wolfgang Wolf die Nachfolge von Peter Vollmann als Trainer des F.C. Hansa Rostock an; er sollte den Verein vor dem Wiederabstieg in die 3. Liga retten, was ihm jedoch nicht gelang. Sein Vertrag mit Hansa wurde dennoch bis zum 30. Juni 2013 verlängert und er übernahm zeitweilig auch den vakanten Managerposten im Verein. Am 3. September 2012 wurde er wegen sportlichen Misserfolgs in der 3. Liga freigestellt.

### Stationen in der Regionalliga
Ende Oktober 2019 übernahm Wolf als Sportdirektor des 1. FC Lokomotive Leipzig, zunächst interimistisch, das Amt des Cheftrainers der Regionalligamannschaft. Er folgte beim nach elf Spielen auf dem 4. Tabellenplatz stehenden Klub Rainer Lisiewicz. Anfang Dezember 2019 gab der Verein bekannt, dass Wolf das Amt bis Saisonende ausüben würde. Nachdem die Saison der Regionalliga Nordost aufgrund der COVID-19-Pandemie abgebrochen wurde, wurde Leipzig als quotientenstärkste Mannschaft vom NOFV für die Aufstiegsspiele gegen den Vertreter der Regionalliga West gemeldet. Durch Anwendung der Auswärtstorregel stieg jedoch am Ende der SC Verl in die 3. Liga auf.

### Größte Erfolge als Trainer
- 1996: Aufstieg von der Regionalliga in die 2. Bundesliga mit den Stuttgarter Kickers
- 1999: Qualifikation für den UEFA-Cup mit dem VfL Wolfsburg
- 2004: Aufstieg in die 1. Bundesliga mit dem 1. FC Nürnberg

## Karriere als Manager
- Stuttgarter Kickers (1994 bis 24. Februar 1998; sein Bruder Arno war in der Zeit Co- und Jugendtrainer)

- Von Juli 2019 bis Juni 2020 war Wolf Sportdirektor beim 1. FC Lokomotive Leipzig.[9]

## Karriere als Leiter der Fußballabteilung
Wolf nahm die neu geschaffene Position Leiter Fußballabteilung beim 1. FC Nürnberg mit Wirkung vom 15. Mai 2014 ein. Der Vertrag lief ursprünglich bis zum 30. Juni 2016, Wolf wurde jedoch am 23. September 2015 freigestellt.

## Privates
Wolfgang Wolf ist der Vater des Fußballspielers Patrick Wolf. Wolfgang Wolfs jüngerer Bruder Arno war ebenfalls als Fußballspieler und -trainer tätig.